# París-Niza 1964
La París-Niza 1964 fue la 22.ª edición de la París-Niza, que se disputó entre el 9 y el 17 de marzo de 1964. La cursa fue ganada por el neerlandés Jan Janssen, del equipo Pelforth-Sauvage-Lejeune, por delante de Jean Claude Annaert (Mercier-BP) y Jean Forestier (Peugeot-BP).

## Participantes
En esta edición de la París-Niza tomaron la salida 72 corredores divididos en 8 equipos comerciales - Saint Raphael, Mercier-BP, Solo, Peugeot-BP, Pelforth-Sauvage-Lejeune, Margnat-Paloma, Gancia-Urago, Flandria-Romeo - y una selección italiana. La prueba la acabaron 28 corredores.

## Resultados de las etapas
| Etapas                 | Fecha       | Recorrido                           | Km      | Vencedor de etapa        | Líder de la general |
| ---------------------- | ----------- | ----------------------------------- | ------- | ------------------------ | ------------------- |
| 1.ª etapa              | 9 de marzo  | Fontainebleau-Auxerre               | 153 km  | Edward Sels              | Edward Sels         |
| 2.ª etapa              | 10 de marzo | Auxerre-Montceau-les-Mines          | 200 km  | Willy Vannitsen          | Edward Sels         |
| 3.ª etapa              | 11 de marzo | Circuito del Etang du Plessis (CRE) | 19.2 km | Flandria-Romeo           | Jan Janssen         |
| 4.ª etapa              | 12 de marzo | Montceau-les-Mines-Sant-Etiève      | 228 km  | Frans Melckenbeeck       | Jan Janssen         |
| 5.ª etapa              | 13 de marzo | Sant-Etiève-Bollène                 | 192 km  | André Darrigade          | Jan Janssen         |
| 6.ª etapa, 1.er sector | 14 de marzo | Bollène-Vergèze                     | 82 km   | Hubertus Zilverberg      | Jan Janssen         |
| 6.ª etapa, 2.º sector  | 14 de marzo | Vergèze-Aix-en-Provence             | 144 km  | Anatole Novak            | Jan Janssen         |
| 7.ª etapa              | 15 de marzo | Ajaccio-Porto Vecchio               | 180 km  | Raymond Poulidor         | Jan Janssen         |
| 8.ª etapa, 1.er sector | 16 de marzo | Porto Vecchio-Bastia                | 143 km  | Bernard Van De Kerckhove | Jan Janssen         |
| 8.ª etapa, 2.º sector  | 16 de marzo | Olmeta-di-Tuda-Bastia (CRI)         | 34 km   | Rudi Altig               | Jan Janssen         |
| 9.ª etapa              | 17 de marzo | Niza-Niza                           | 150 km  | Edward Sels              | Jan Janssen         |

## Etapas

### 1.ª etapa
9-03-1964. Fontainebleau-Auxerre, 153 km.
|   | Ciclista               | Equipo                   | Tiempo     |
| - | ---------------------- | ------------------------ | ---------- |
| 1 | Edward Sels            | Solo                     | 3h 58' 55" |
| 2 | Jan Janssen            | Pelforth-Sauvage-Lejeune | m. t.      |
| 3 | Georges van Coningsloo | Peugeot-BP               | m. t.      |

### 2.ª etapa
10-03-1964. Auxerre-Montceau-les-Mines 200 km.
|   | Ciclista        | Equipo         | Tiempo     |
| - | --------------- | -------------- | ---------- |
| 1 | Willy Vannitsen | Flandria-Romeo | 5h 31' 45" |
| 2 | Rudi Altig      | Saint Raphael  | m. t.      |
| 3 | Tom Simpson     | Peugeot-BP     | m. t.      |

### 3.ª etapa
11-03-1964. Circuito del Etange du Plessis 19.2 km. CRE
|   | Equipo                   | Tiempo  |
| - | ------------------------ | ------- |
| 1 | Flandria-Romeo           | 23' 43" |
| 2 | Saint Raphael            | + 11"   |
| 3 | Pelforth-Sauvage-Lejeune | + 16"   |

### 4.ª etapa
12-03-1964. Montceau-les-Mines-Saint-Etiève, 228 km.
|   | Ciclista           | Equipo                   | Tiempo     |
| - | ------------------ | ------------------------ | ---------- |
| 1 | Frans Melckenbeeck | Mercier-BP               | 6h 03' 39" |
| 2 | Jan Janssen        | Pelforth-Sauvage-Lejeune | m. t.      |
| 3 | Edward Sels        | Solo                     | m. t.      |

### 5.ª etapa
13-03-1964. Saint-Etiève-Bollène, 192 km.
|   | Ciclista          | Equipo                   | Tiempo     |
| - | ----------------- | ------------------------ | ---------- |
| 1 | André Darrigade   | Margnat-Paloma           | 4h 46' 20" |
| 2 | Joseph Groussard  | Pelforth-Sauvage-Lejeune | m. t.      |
| 3 | Jean-Pierre Genet | Mercier-BP               | m. t.      |

### 6.ª etapa,1.ersector
14-03-1964. Bollène-Vergèze, 82 km.
|   | Ciclista            | Equipo         | Tiempo     |
| - | ------------------- | -------------- | ---------- |
| 1 | Hubertus Zilverberg | Flandria-Romeo | 1h 55' 12" |
| 2 | Frans Melckenbeeck  | Mercier-BP     | + 1' 29"   |
| 3 | André Darrigade     | Margnat-Paloma | m. t.      |

### 6.ª etapa, 2.º sector
14-03-1964. Vergèze-Aix-en-Provence, 144 km.
|   | Ciclista        | Equipo                   | Tiempo     |
| - | --------------- | ------------------------ | ---------- |
| 1 | Anatole Novak   | Saint Raphael            | 4h 08' 12" |
| 2 | Rudi Altig      | Saint Raphael            | + 51"      |
| 3 | Alan Ramsbottom | Pelforth-Sauvage-Lejeune | m. t.      |

### 7.ª etapa
15-03-1964. Ajaccio-Porto Vecchio, 180 km.
|   | Ciclista         | Equipo                   | Tiempo     |
| - | ---------------- | ------------------------ | ---------- |
| 1 | Raymond Poulidor | Mercier-BP               | 5h 30' 42" |
| 2 | Rudi Altig       | Saint Raphael            | + 4"       |
| 3 | Jan Janssen      | Pelforth-Sauvage-Lejeune | + 6"       |

### 8.ª etapa,1.ersector
16-03-1964. Porto Vecchio-Bastia, 143 km.
!
|   | Ciclista              | Equipo                   | Tiempo     |
| - | --------------------- | ------------------------ | ---------- |
| 1 | Bernard Vandekerkhove | Solo                     | 3h 40' 11" |
| 2 | Joseph Groussard      | Pelforth-Sauvage-Lejeune | m. t.      |
| 3 | Frans Brands          | Flandria-Romeo           | m. t.      |

### 8.ª etapa, 2.º sector
16-03-1964. Olmeta-di-Tuda-Bastia, 34 km. CRI
Poulidor lleva una ventaja que le permite ser líder con más de dos minutos a Janssen y Anquetil, cuando cae por culpa de un coche de la caravana publicitaria. Su bicicleta queda inutilizada pero no la puede cambiar porque su coche de equipo es demasiado pequeño para llevar una bicicleta de repuesto. El corredor francés no tiene más remedio que abandonar la prueba. Otro coche de la organización hace caer a dos corredores del equipo Flandria-Romeo.
|   | Ciclista            | Equipo                   | Tiempo  |
| - | ------------------- | ------------------------ | ------- |
| 1 | Rudi Altig          | Saint Raphael            | 57' 09" |
| 2 | Jan Janssen         | Pelforth-Sauvage-Lejeune | + 25"   |
| 3 | Jean Claude Annaert | Mercier-BP               | + 51"   |

### 9.ª etapa
17-03-1964. Niza-Niza, 150 km.
Llegada situada al Paseo de los Ingleses.
|   | Ciclista     | Equipo         | Tiempo     |
| - | ------------ | -------------- | ---------- |
| 1 | Edward Sels  | Solo           | 4h 45' 54" |
| 2 | Barry Hoban  | Mercier-BP     | m. t.      |
| 3 | Peter Puesto | Flandria-Romeo | m. t.      |

## Clasificaciones finales

### Clasificación general
|    | Ciclista            | Equipo                   | Tiempo      |
| -- | ------------------- | ------------------------ | ----------- |
| 1  | Jan Janssen         | Pelforth-Sauvage-Lejeune | 41h 56' 28" |
| 2  | Jean Claude Annaert | Mercier-BP               | + 1' 01"    |
| 3  | Jean Forestier      | Peugeot-BP               | + 2' 58"    |
| 4  | Joseph Planckaert   | Flandria-Romeo           | + 3' 58"    |
| 5  | Alan Ramsbottom     | Pelforth-Sauvage-Lejeune | + 4' 05"    |
| 6  | Jacques Anquetil    | Saint Raphael            | + 4' 39"    |
| 7  | François Mahé       | Pelforth-Sauvage-Lejeune | + 4' 41"    |
| 8  | Edward Sels         | Solo                     | + 4' 55"    |
| 9  | Jean Milesi         | Margnat-Paloma           | + 6' 39"    |
| 10 | Frans Brands        | Flandria-Romeo           | + 8' 15"    |

## Evolución de las clasificaciones
| Etapa(Vencedor)                              | Clasificación general |
| -------------------------------------------- | --------------------- |
| Etapa 1 (Edward Sels)                        | Edward Sels           |
| Etapa 2 (Willy Vannitsen)                    | Edward Sels           |
| Etapa 3 (Flandria-Romeo)                     | Jan Janssen           |
| Etapa 4 (Frans Melckenbeeck)                 | Jan Janssen           |
| Etapa 5 (André Darrigade)                    | Jan Janssen           |
| Etapa 6, 1.er sector (Hubertus Zilverberg)   | Jan Janssen           |
| Etapa 6, 2.º sector (Anatole Novak)          | Jan Janssen           |
| Etapa 7 (Raymond Poulidor)                   | Jan Janssen           |
| Etapa 8, 1.er sector (Bernard Vandekerkhove) | Jan Janssen           |
| Etapa 8, 2.º sector (Rudi Altig)             | Jan Janssen           |
| Etapa 9 (Edward Sels)                        | Jan Janssen           |